# Complexo de Madonna-prostituta
Na literatura psicanalítica, o complexo de Madonna-prostituta é a incapacidade de manter a excitação sexual dentro de uma relação de compromisso amoroso. Primeiro identificado por Sigmund Freud, sob a rubrica de "impotência psíquica", este complexo psicológico é dito se desenvolver em homens que vêem as mulheres como a Santa Madonna ou prostitutas degradadas. Homens com este complexo desejam uma parceira sexual que foi degradada (a prostituta), enquanto não podem desejar o parceiro respeitado (a Madonna). Freud escreveu: "Quando esses homens amam eles não têm desejo e onde eles desejam não podem amar." O psicólogo clínico Uwe Hartmann, escrevendo em 2009, afirmou que o complexo "ainda é altamente prevalente em pacientes de hoje".
Em política sexual a visão das mulheres como Madonnas e prostitutas limita a expressão sexual das mulheres, oferecendo duas maneiras mutuamente exclusivas de construir uma identidade sexual.